# Нязь-Ворцы
Нязь-Ворцы — деревня в Игринском районе Удмуртии.

## Общие сведения
Деревня расположена на берегу реки Нязь, впадающей в Лозу, в 17 км к юго-востоку от районного центра — посёлка Игра. Через деревню проходит трасса Р321 «Ижевск—Игра—Глазов», образующая её единственную улицу — Юбилейную.

## Население
| 2010 | 2012 |
| ---- | ---- |
| 74   | ↗80  |